# تاكانوري هاتاكياما
تاكانوري هاتاكياما (باليابانية: 畑山隆則) مواليد 28 يوليو 1975 في اليابان، هو ملاكم محترف ياباني يصنف ضمن فئة الوزن الخفيف بدأ مسيرته الاحترافية سنة 1993.

## إحصائيات
خاض خلال مسيرته 29 نزالا، فاز في 24 وتعادل في 3 وخسر في 2. فاز بالضربة القاضية في 19 نزالا.

## روابط خارجية
- تاكانوري هاتاكياما على موقع بوكس ريك (الإنجليزية) (registration required)